# Guillaume de Duranti-Concressault
Pour les articles homonymes, voir Duranti.
Guillaume de Duranti-Concressault est un homme politique français né le 17 mars 1791 à Paris et mort le 2 novembre 1856 à Blancafort (Cher).

## Biographie
Militaire, il prend sa retraite avec le grade de chef d'escadron. Maire de Blancafort, il est conseiller général du canton d'Argent-sur-Sauldre de 1833 à 1836, puis député du Cher de 1852 à 1856, siégeant dans la majorité dynastique.